# Marianne Thieme

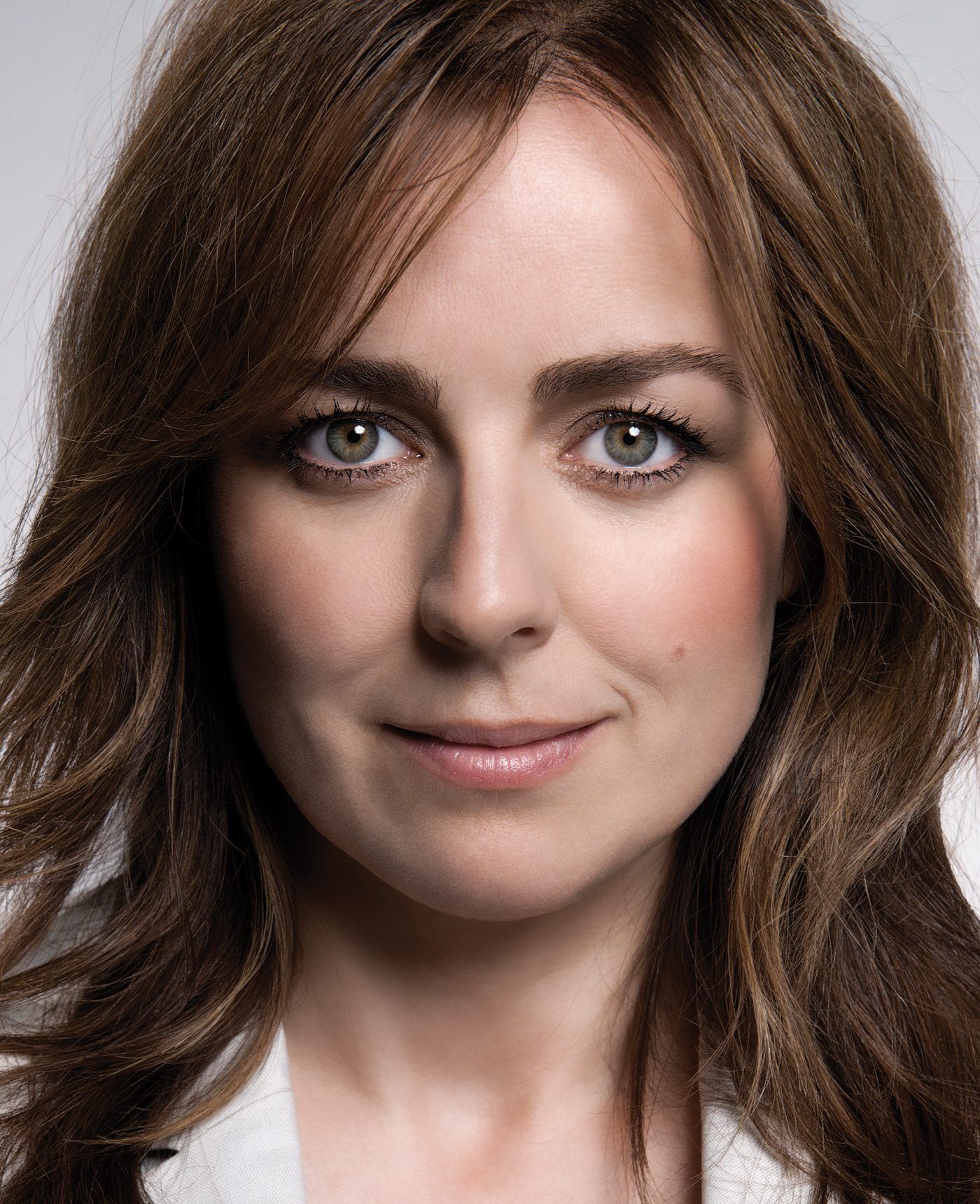
Marianne Thieme (2012)

Marianne Louise Thieme (* 6. März 1972 in Ede, Provinz Gelderland) ist eine niederländische Tierschützerin, Publizistin und Politikerin. Sie war die führende Kraft der Partij voor de Dieren, die sie im niederländischen Unterhaus bis zum 9. Oktober 2019 als Fraktionsvorsitzende vertrat, und Autorin für Tierschutz-Themen.

## Ausbildung
Thieme besuchte das College in Doorwerth und studierte anschließend an der Sorbonne in Paris sowie der Erasmus-Universität Rotterdam Rechtswissenschaften mit dem Schwerpunkt Verwaltungsrecht, wobei ihr besonderes Interesse den Rechten der Tiere galt. In dieser Zeit wurde sie auch Vegetarierin.

## Karriere
Nach ihrem Studium war sie von 1998 bis 2001 in einem Forschungsinstitut der B&A-Gruppe in Den Haag tätig. Von 2001 bis 2004 war sie Mitarbeiterin bei der Stiftung Bond voor Dieren (Bund für Tiere). Im Oktober 2002 gründete sie zusammen mit anderen Tierschützern die Partij voor de Dieren (PvdD). Von Juni 2003 bis November 2010 amtierte sie als Parteivorsitzende.
Bei den Parlamentswahlen von 2003 war sie zum ersten Mal Spitzenkandidatin der PvdD; die Partei erreichte lediglich 47.754 Stimmen (0,5 Prozent) und kein Mandat. Bei den Parlamentswahlen von 2006 schaffte sie mit 1,8 Prozent der Stimmen erstmals den Sprung ins niederländische Unterhaus und ist dort seither mit mindestens zwei Sitzen vertreten. Bei den Europawahlen 2004 und 2009 scheiterte die Partei knapp, obwohl sie jeweils mehr als drei Prozent der Stimmen erzielen konnte. Seit der Wahl im Mai 2014 ist sie auch dort mit einer Abgeordneten vertreten.
Von 2004 bis 2006 war Thieme Direktorin der Stiftung Wakker Dier, einer Tierschutzorganisation, die vor allem in der Bioindustrie aktiv ist. Seit 2022 leitet sie die Nicolaas G. Pierson Foundation, das wissenschaftliche Institut der PvdD.
Marianne Thieme lebt in Maarssen bei Utrecht; sie ist seit 2021 in zweiter Ehe verheiratet und hat zwei Töchter.